# Szamosmagasmart
Szamosmagasmart (románul Mogoșeni) település Romániában, Beszterce-Naszód megyében.

## Fekvése
Bethlentől északkeletre, Virágosberek és Szamoskócs közt fekvő település.

## Nevének eredete
Nevét valószínűleg a Szamos itteni magas partjáról kapta a település.

## Története
Szamosmagasmart nevét 1392-ben említették először az oklevelek Magasmorth néven.
A település a Becsegergely nemzetség ősi birtokai közé tartozott, birtokosai az e nemzetségből való Somkereki, Virágosberki és Nemegyei családok voltak.
1392-ben a Becsegergely nemzetségbeliek megosztoztak a birtokon, három felé osztva egymás közt.
A település egykori lakói magyarok voltak, de a falut a környező településekkel együtt a török-tatár hadak elpusztították lakóival együtt, később helyükre románok telepedtek le.
A 20. század elején Szolnok-Doboka vármegye Bethleni járásához tartozott.
1910-ben 305 lakosa volt, ebből 3 magyar, 5 német, 297 román volt, melyből 296 görögkatolikus, 8 izraelita volt.

## Nevezetességek
- Görögkatolikus fatemploma.